# Apoanagyrus
 (novembre 2020).
Genre
Apoanagyrus est un genre de guêpes parasite de la famille des Encyrtidae. 

## Systématique
Le nom valide de ce taxon est Apoanagyrus.

## Publication originale
- Univ. Calif. Publ. Ent., 8

## Liste d'espèces
- Apoanagyrus archangelskayae (Trjapitzin, 1972)
- Apoanagyrus argyrus (Burks, 1952)
- Apoanagyrus bermudensis Kerrich
- Apoanagyrus californicus Compere 1947
- Apoanagyrus diversicornis
- Apoanagyrus elgeri  (Kerrich)
- Apoanagyrus gaudens Kerrich 1982
- Apoanagyrus lopezi De Santis, 1964
- Apoanagyrus montivagus De Santis
- Apoanagyrus nigriceps De Santis
- Apoanagyrus terebratus Howard
- Apoanagyrus trinidadensis Kerrich 1953

## Lutte biologique
L'espèce Apoanagyrus lopezi a été introduite en Afrique et dans plusieurs pays d'Asie du Sud-Est,, en tant qu'agent de lutte biologique pour protéger des cultures de manioc.